# Семюел Барнетт
Се́мюел Ба́рнетт (англ. Samuel Barnett; нар. 25 квітня 1980, Вітбі, Північний Йоркшир, Велика Британія) — англійський актор. Найбільш відомий за ролями Ренфілда в третьому сезоні телесеріалу «Бульварні жахіття» та Дірка Джентлі в телесеріалі «Холістичне детективне агентство Дірка Джентлі».

## Вибіркова фільмографія
| Рік       |    | Українська назва                              | Оригінальна назва                       | Роль                               |
| --------- | -- | --------------------------------------------- | --------------------------------------- | ---------------------------------- |
| 2002—2003 | с  | Strange (серіал)                              | Strange                                 | Доддінгтон (7 епізодів)            |
| 2005      | ф  | Місіс Хендерсон представляє                   | Mrs Henderson Presents                  | Пол                                |
| 2006      | ф  | Хлопці історії                                | The History Boys                        | Познер                             |
| 2009      | ф  | Яскрава зірка                                 | Bright Star                             | Джозеф Северн                      |
| 2015      | ф  | Піднесення Юпітер                             | Jupiter Ascending                       | Боб                                |
| 2015      | ф  | Леді у фургоні                                | Jupiter Ascending                       | безробітний актор                  |
| 2015      | с  | Індевор                                       | Endeavour                               | Натаніель (епізод "Ride")          |
| 2016      | с  | Бульварні жахіття                             | Penny Dreadful                          | Ренфілд (7 епізодів)               |
| 2016—2017 | с  | Холістичне детективне агентство Дірка Джентлі | Dirk Gently's Holistic Detective Agency | Дірк Джентлі (18 епізодів)         |
| 2020      | ф  |                                               | The Act                                 | Метьюз                             |
| 2022      | мс | Cyberpunk: Edgerunners                        | Strange                                 | Деламейн (епізод "All Eyez On Me") |
| 2023      | ф  | Лі                                            | Lee                                     | Сесіл Бітон                        |

## Особисте життя
Барнетт гей і перебуває у стосунках з театральним режисером Адамом Пенфордом.
У 2020 році його батько помер від ковіду.